# سوستانون ۱۰۰
سوستانون ۱۰۰ (به انگلیسی: Sustanon 100) یا TP/TPP/TiC یک کمپلکس هورمونی به صورت تزریقی است. این ترکیب دارویی یک استروئید آنابولیک با تأثیرات آندروژنیک است که در درمان هیپوگنادیسم به کار می‌رود. استروئیدهای آنابولیکی که این ترکیب را تشکیل می‌دهند عبارتند از:
- تستوسترون پروپیونات ۲۰ میلیگرم
- تستوسترون فنیل پروپیونات ۴۰ میلیگرم
- تستوسترون ایزوکاپروات ۴۰ میلیگرم